# 반남면
반남면(潘南面)은 대한민국 전라남도 나주시의 면이다.

## 개요
반남면은 나주 시청 소재지에서 남서쪽으로 약 15km 떨어진 곳에 위치하고 있다. 동남쪽으로 영암군 신북면, 서쪽으로 시종면과 경계를 이루고 있고, 서북쪽으로 공산면과 왕곡면에 접하고 있다. 동서로 약 4 km, 남북으로 약 5km의 야산 구릉지대로 형성되어 있으며 중앙에 자미산이 있다. 영산강 지류인 삼포강이 동서로 가로질러 흐르며, 기름진 옥토를 이루고 있어 물산이 풍부하다. 신촌리에 국립나주박물관과 신촌리고분군이 있다. 대안리에는 대안리고분군(1호분~11호분), 덕산리에 덕산리고분군이 있다.

## 박물관
- 국립나주박물관

## 문화재
- 반남박씨 시조묘(벌명당)

## 유적
- 나주 반남 고분군 (사적 제513호)
  - 대안리고분군(1호분~11호분)
  - 덕산리고분군(1호분~14호분)
  - 신촌리고분군(1호분~9호분)
  - 흥덕리석실분

## 행정 구역
- 대안리
- 덕산리
- 석천리
- 성계리[2]
- 신촌리
- 청송리
- 흥덕리